# صندوق الدين في مصر

صندوق الدين Caisse de la Dette في مصر كانت لجنة دولية تأسست بمرسوم من الخديوي إسماعيل في 2 مايو 1876 للاشراف على سداد الحكومة المصرية ديونها للحكومات الأوروبية، التي تراكمت في عصر إسماعيل. وكان الصندوق في البداية يرأسه أمين وثلاثة مفوضون يمثلون حكومات النمسا-المجر، فرنسا وإيطاليا.
ومنذ 1877، المملكة المتحدة. وقد ألغي الصندوق باتفاقية ثنائية بين حكومتين البريطانية والمصرية، في 17 يوليو 1940، بسبب اهتمام الحلفاء بتحسين علاقاتهم بالقاهرة أثناء الحرب العالمية الثانية.

## بدء الوصاية الأجنبية علي مصر
شعر الخديوي بارتباك الحالة المالية، وما تنطوي عليه من الأخطار، وما يجر إليه سخط الماليين والأوروبيين من العواقب، فأراد استرضاء الدائنين بوضع نظام يكفل لهم استيفاء ديونهم، فطلب إلى وكلاء الدائنين بمصر وضع النظام الذي يرتضونه. فقدم وكلاء الماليين الفرنسيين مشروعا بإنشاء صندوق الدين وتوحيد الديون، أما الماليون الإنجليز فإنهم لم يشتركوا في هذه المفاوضات، انتظارا للخطة التي ترسمها الحكومة.
استجاب إسماعيل لمطالب وكلاء الدائنين الفرنسيين، وأصدر مرسوما في 2 مايو 1876 بإنشاء صندوق الدين، ومهمته، أن يكون خزانة فرعية للخزانة العامة تتولى تسلم المبالغ المخصصة للديون من المصالح المحلية، وخصص له إيراد مديريات الغربية والمنوفية، والبحيرة، وأسيوط، وعوايد الدخولية في القاهرة والإسكندرية وإيراد جمارك الإسكندرية والسويس وبورسعيد ورشيد ودمياط والعريش، وإيراد السكك الحديدية، ورسوم الدخان وإيراد المصلح (ضريبة الملح)، ومصايد المطرية (دقهلية)، ورسوم الكباري، وعوائد الملاحة في النيل، وإيراد كوبري قصر النيل، وإيراد أطيان الدائرة السنية، أي أنه خصص لسداد الديون معظم موارد الخزانة المصرية.
كان صندوق الدين أول هيئة رسمية أوروبية أنشئت لفرض التدخل الأجنبي في شئون مصر، والسيطرة الأوربية عليها، وغل سلطة الحكومة المصرية في شؤونها المالية والإدارية، وهو أداة اعتداء على استقلال مصر المالي والسياسي، لأنه بمثابة حكومة أجنبية داخل الحكومة، لها سلطة واختصاصات واسعة المدى، فقد نص المرسوم الصادر بإنشائه على أنه يختص بتسلم النقود المخصصة لوفاء الديون العمومية، ويتولى إدارته مندوبون أجانب، تندبهم الدول الدائنة ويعينهم الخديوي وفقاً لهذا الانتداب، وقضت المادة الثانية بأن الموظفين المنوط بهم تحصيل الإيرادات المتقدم ذكرها عليهم أن يوردوا ما يحصلونه إلي صندوق الدين لا إلي وزارة المالية، ونصت المادة الثامنة على أن الحكومة ممنوعة من تعديل الضرائب التي خصصت إيراداتها لصندوق الدين تعديلاً يفضي إلي إنقاص الوارد منها، إلا بموافقة أغلبية أعضاء الصندوق، وأن لا تعقد الحكومة أي قرض جديد ولا تصدر إفادات مالية على الخزانة إلا لأسباب تقضي بها حاجة البلاد، وبعد موافقة صندوق الدين، على أنه قد حفظ للحكومة الحق في أن تقترض بالحساب الجاري مبلغاً لا يزيد عن خمسين مليون فرنك، للقيام بخدمة الخزانة، ونص المرسوم علي أن المحاكم المختلطة تختص بنظر كل الدعاوى التي يرى صندوق الدين إقامتها على الحكومة خدمة لمصلح أصحاب الديون.
ولا نزاع في أنه، من جهة الحق والقانون، لم يكن للدائنين الأجانب أن يطلبوا إنشاء هيئة مالية رسمية داخل الحكومة بهذه السلطة، وبتلك الاختصاصات، ولكن فكرة الطمع والاستعمار، وغلبة القوي علي الضعيف، هي التي أملت مشروع صندوق الدين لاستغلال موارد البلاد، وفرض الوصاية الأوروبية على ماليتها.

## مشروع الدين الموحد (مرسوم7 مايو1876)
وفي 7 مايو 1876، أصدر الخديوي مرسوماً ثانياً بتحويل ديون الحكومة ودين الدائرة السنية والديون السائرة إلي دين واحد، سمي (الدين الموحد) قدره 91,000,000 جنيه إنجليزي بفائدة 7%، يسدد في 65 سنة، والغرض من هذا المرسوم توحيد وتأمين الدائنين على استيفاء ديونهم، وقد ميز المرسوم بين مختلف الديون فيما يتعلق بالفائدة وطريقة الوفاء، فقضى بأن قروض سنوات 1862 و1868 و1870، أي القروض الطويلة الأجل، تبقى قيمتها كما كانت، فتستبدل بسنداتها سندات جديدة من الدين العمومي بحساب المائة مائة، وأن أصحاب قروض سنوات 1864 و1865 و1867 (وهي القروض قصيرة الأجل) يعطون سندات جديدة بواقع مائة لكل خمسة وتسعين من قيمتها الاسمية، وذلك مقابل إطالة أجل سدادها، أما سندات الدين السائر فتستبدل بها سندات جديدة مع إضافة 25% إلي قيمتها، أي بواقع مائة لكل ثمانين جنيهاً من قيمتها الاسمية، وذلك مقابل إطالة أجل السداد.
وخصص لسداد الدين الموحد وفوائده الموارد المبينة في مرسوم صندوق الدين، وقدر مجموع الإيرادات الحاصلة من الموارد المذكورة بمبلغ 6,475,256 من الجنيهات الإنجليزية سنوياً بما في ذلك المبلغ المقرر علي الدائرة السنية ومقداره 684.411 جنيه وتقرر أيضا وقف جباية المقابلة.

## إنشاء مجلس أعلى للمالية
ولكي يطمئن الدائنون على حسن إدارة وزارة المالية، أصدر الخديوي في 11 مايو 1876 مرسوماً ثالثاً بإنشاء مجلس أعلى للمالية، مؤلف من عشرة أعضاء، خمس منهم أجانب وخمسة وطنيين، ومن رئيس يعينه الخديوي، تألف هذا المجلس من ثلاثة أقسام:
1. القسم الأول: يختص بمراقبة خزائن الحكومة و
2. الثاني بمراقبة الإيرادات والمصروفات، و
3. الثالث بتحقيق الحسابات،

ويبدي المجلس رأيه في ميزانية الحكومة السنوية التي يضعها وزير المالية قبل نهاية كل سنة بثلاثة أشهر، وعين السنيور شالويا scialoja أحد أعضاء مجلس الشيوخ الإيطالي رئيس لهذا المجلس.

## الرقابة الثنائية (18 نوفمبر 1876)

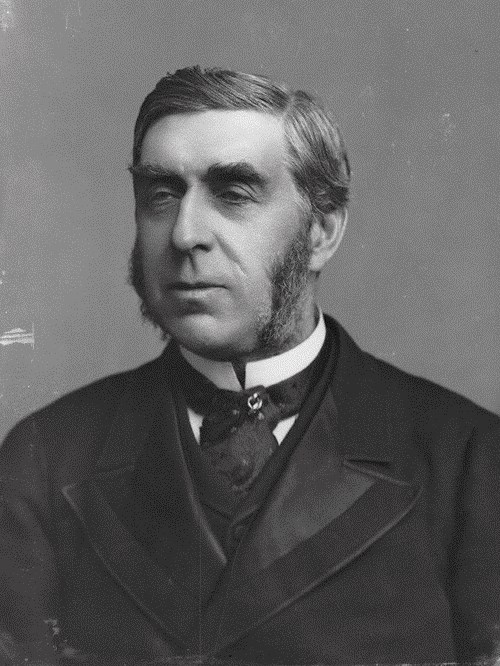
جورج گوشن

إن إنشاء صندوق الدين وإنشاء مجلس أعلى مختلط للمالية، وتوحيد الديون، كل هذه الوسائل، على ما في معظمها من افتئات على سلطة الحكومة، لم تقنع الحكومة الإنجليزية ولم ترى فيها الكفاية لضمان مصالح الدائنين، فامتنعت عن تعيين مندوب عنها في صندوق الدين، على حين رضيت فرنسا باختيار مندوب عنها فيه وهو المسيو دي بلنيير De Bligneres واختارت النمسا فون كريمر von Kremer، وإيطاليا السنيور باراڤلي Baravelli، وجاهرت إنجلترا بأن من الواجب وضع تسوية أخرى لكفالة مصالح الدائنين. والواقع أن هذا لم يكن غرضها الحقيقي، بل كانت ترمي إلي وضع نظام جديد يمكنها من التدخل الفعلي في إدارة الحكومة المصرية، ويجعل مصر أكثر خضوعاً للدول الأجنبية في سياستها وتصرفاتها الداخلية، لكي تمهد إلي وضع هذا النظام، أوفدت إلي فرنسا أحد أعضاء البرلمان الإنجليزي وهو السير جورج گوشن George Goschen، كي يتفق وإياها على التعديلات التي يرى لزوم أجرائها في تسوية ديون إسماعيل، وعلى الخطة المشتركة لإكراه الخديوي على قبول هذه التعديلات، وندبت الحكومة الفرنسية من ناحيتها المسيو جوبير M. Joubert، مندوباً عن الدائنين الفرنسيين ليشترك مع المندوب الإنجليزي لعرض مطالب الدائنين على الخديوي.
جاء جوشن ثم جوبير إلي مصر في أكتوبر سنة 1876، وطلب إلي إسماعيل باشا قبول التعديلات التي اتفقا عليها، وأهمها فرض الرقابة الأوروبية على المالية المصرية ووضع السكك الحديدية وميناء الإسكندرية تحت إدارة لجنة مختلطة، وتدخل قنصلا إنجلترا وفرنسا وهما المستر (اللورد) فيفيان Vivian والبارون دي ميشيل De Michels بإيعاز من دولتيهما للضغط على الخديوي وإكراهه على الإذعان، فتردد إسماعيل في قبول هذه المطالب الجائرة، وقامت في البلاد حركة استياء من جورها، ولكن الخديوي خشي علي مركزه أن تزعزعه مقاومة الدولتين الإنجليزية والفرنسية، فنزل أخيراً على إرادتهما، وأصدر مرسوم 18 نوفمبر سنة 1876.

## مقتل إسماعيل باشا المفتش (نوفمبر 1876)
وفي خلال المفاوضة بصدد الرقابة الثنائية، وقع حادث رهيب له اتصال وثيق بارتباك مصر المالي، وهو مقتل إسماعيل صديق باشا.
كان جوشن، مع مطالبته بالرقابة الثنائية، يحتم إقصاء إسماعيل صديق من وزارة المالية، كشرط جوهري لإصلاحها، فقبل الخديوي مضطراً تضحية وزيره الذي كان موضع ثقته سنوات عديدة، واستقال إسماعيل صديق من منصبه بناء على إلحاح جوشن، وإذعان للخديوي، وعين الأمير حسين كامل (السلطان حسين كامل لاحقاً) خلفاً له.
ولم يكتفي جوشن بذلك، بل أعتزم مقاضاة إسماعيل صديق باشا أمام المحاكم المختلطة عن العجز الواقع في الميزانية، متهماً إياه بتبديد هذا العجز إضراراً بحقوق حملة الأسهم، فاضطرب الخديوي من هذا التهديد، وأدرك من حديثه مع وزيره الأمين أنه لا يبقى على ولائه لمولاه في سبيل الدفاع عن نفسه، وأنه إذا قدم للمحاكمة فإنه سيشرك الخديوي معه في تبديد أموال الدولة، بل ربما ألقى عبء المسئولية على عاتقه ففكر إسماعيل في التخلص منه ودبر مشروع محاكمته بتهمة التآمر على الخديوي، وإثارة الخواطر الدينية ضد مشروع جوشن وجوبير، وقبل أن تبدأ المحاكمة اعتزم أن يتخلص منه بلا جلبه أو محاكمة، وإنفاذاً لهذا الغرض استدعاه إلي سراي عابدين، كعلامة على الثقة به، وهدأ روعه، وتلطف في محادثته، ثم أصطحبه إلي سراي الجزيرة مظهراً أنه رضى عنه، ولكن لم تكد العربة التي أقلتهما تجتاز حدائق السراي، وتقف أمام باب القصر، ومن تلك اللحظة اختفى نبؤه عن الجمهور، إذ عهد الخديوي إلي اتباعه بقتله، فقتلوه، وألقوا جثته في النيل (نوفمبر سنة 1876).
ولم يعلم الناس بادئ الأمر بما حل بالمفتش، واستمرت المحاكمة الصورية ماضيه في سبيلها، وحكم المجلس الخصوصي بنفيه إلي دنقلة وسجنه بها، في حين أنه لقي حتفه قبل أن تتم المحاكمة.
اعتقد إسماعيل أنه بقتل المفتش قد حقق غرضين، أولهما أن يتخلص من إذاعة أسرار اشتراكه وإياه في تبديد أموال الدولة، وثانيهما أن ينال عطف المندوبين الأوربيين جوشن وجوبير في مطالبهما منه، وقد حقق إسماعيل الغرض الأول، فإنه بمقتل المفتش، وإلقاء جثته في قاع اليم، قد غيبت معه أسرار التلاعب والعبث بأموال الخزانة العامة، أما الغرض الثاني فلم يتحقق، لأن إسماعيل صار تحت رحمة المندوبين الأوربيين وتدخلهما المستمر في شئون الحكومة.
وبعد مقتل المفتش صدر مرسوم 18 نوفمبر 1876 القاضي بفرض الرقابة الثنائية على المالية المصرية

## تسوية الدين العام
مرسوم 18 نوفمبر 1876 وتسوية الدين العام
إن المرسوم الذي أصدره الخديوي في 18 نوفمبر 1876 قد وضع النظام الذي قررته الدولتان الإنجليزية والفرنسية لتسوية الدين العام، وهو :
1. أولا : التعديلات التي رأى جوشن وجوبير ادخلها على مشروع مايو سنة 1876 0
2. ثانياً : فرض الرقابة الأجنبية على المالية المصرية 0

أما التعديلات التي قررها مرسوم نوفمبر فخلاصتها ما يأتي:
1- إخراج ديون الدائرة السنية وقدرها 8.815.000 جنيه، من الدين الموحد وعقد اتفاق خاص بشأنها (المادة الأولى).
1. إخراج قروض سني 1864 و1865 و1876 (القصيرة الأجل) من الدين الموحد واستهلاكها بموجب أحكام العقود الخاصة بكل منها، على أن تسدد بواقع 80 % من إيرادات المقابلة (مادة 4)، ومعنى ذلك أن توفى هذه الديون في مواعيدها بعد أن كان مرسوم 7 مايو يدمجها في الدين الموحد ويطيل سدادها، وكان رصيد هذه الديون نحو 4.293.000 جنيه 0
2. تخفيض العلاوة المقررة لأصحاب الدين السائر من خمسة وعشرين إلي عشرة في المائة 0
3. ما بقي من الدين المصري جُعل قسمين، قسم سمي (الدين الممتاز) ومقداره 17.000.000 جنيه إنجليزي، صدرت به سندات سميت سندات الدين الممتاز، فائدتها 55، وتسدد في خمس وستين سنة، على أن يبدأ بأخذ المبالغ اللازمة لسداد فوائدها من الإيرادات المخصصة للدين العام، وخاصة من إيرادات السكك الحديدية وميناء الإسكندرية، وهذه السندات تعطي بالأفضلية للدين لحاملي سندات القروض المعقودة في سني 1862 و1868 و1873 (الطويلة الأجل) (مادة 2) والقسم الباقي سمي (الدين الموحد)، وقد صار تخفيضه إلي 59.000.000 جنيه إنجليزي، وإبقاء الإيرادات المبينة بالمرسوم الصادر في 7 مايو سنة 1876 مخصصة بخدمة هذا الدين، وجعلت فائدته الإجمالية 7% 0
4. إعادة العمل بقانون المقابلة (مادة 2) 0
5. إبقاء صندوق الدين بصفة دائمة لغاية استهلاك الدين بأكمله (مادة 18) 0

وإتمام لهذه التسوية عقد 12 و13 يوليه سنة 1877 اتفاقان لتسوية ديون الدائرة السنية والدائرة الخاصة.

## نظام الرقابة الثنائية
وقضى مرسوم 18 نوفمبر سنة 1876 بفرض الرقابة الأجنبية على المالية المصرية، وأن يتولاها رقيبان (مراقبان) بوظيفة «مفتشين عموميين»، أحدهما إنجليزي والآخر فرنسي فالأول لمراقبة الإيرادات العامة للحكومة، ويسمي مفتش الإيرادات، والثاني لمراقبة المصروفات، ويسمى مفتش الحسابات والدين العمومي (مادة 7 من المرسوم)، وتختار الحكومتان الإنجليزية والفرنسية الرقيبين المذكورين.
ووظيفة رقيب الإيرادات كما تنص المادة 8 هي تحصيل جميع إيرادات الحكومة، وتوريدها للخزائن المخصصة لها، وله السلطة على مأموري التحصيل جميعهم، ما عدا مأموري تحصيل الرسوم القضائية في المحاكم المختلطة وهو الذي يرشحهم لوظائفهم ويوقفهم وله أن من يشاء منهم بعد تصديق (اللجنة المالية) وهي لجنة مؤلفة من وزير المالية ومن الرقيبين الأجنبيين، أي أن الكلمة فيها لهذين العضوين.
أما رقيب المصروفات (أو مفتش الحسابات والدين العمومي) فوظيفته ملاحظة تنفيذ القوانين واللوائح المتعلقة بالدين العام، وتفتيش حسابات الخزانة، وجميع صناديق الحكومة، وليس لنظار الدواوين (الوزراء) ورؤساء المصالح أن يأمروا بصرف الأذون والتحاويل الصادرة منهم إلا بعد التأشير عليها من الرقيب، وله أن يعترض على صرف أي مبلغ يراه قد تجاوز المربوط في الميزانية ويترتب عليه عدم القيان بالمصروفات الأخرى المقررة في الميزانية.
ويقوم رقيب المصروفات بوظيفة مستشار مالي بوزارة المالية (مادة 9) ومن هنا جاء منصب المستشار المالي الذي انفرد به الإنجليز بعد الاحتلال، وللرقيبين الاشتراك في تحضير ميزانية الحكومة السنوية (مادة 10).
وكفلت كلمات «الاشتراك» و «الاستشارة» في هذا الصدد السيطرة على مقدرات مصر المالية.
وتقضى المادة (11) بأن جميع الاتفاقات التي يترتب عليها إنفاق مبلغ تزيد قيمته عن واحد من 12 من أصل المربوط السنوي للميزانية، أو تستلزم إنفاق مبلغ على جملة سنوات يجب الإقرار عليها من اللجنة المالية المتقدم ذكرها.

## إدارة صندوق الدين
وقضت المادة 6 من مرسوم 18 نوفمبر سنة 1876 المتقدم ذكره أن الإيرادات المخصصة لصندوق الدين بمقتضى مرسوم 7 مايو سنة 1876، تبقي مخصصة له، ويبقى صندوق الدين هيئة دائمة إلي أن يسدد كامل الدين العام (مادة 18)، ولأعضائه أن يتسلموا الإيرادات المخصصة لاستهلاك الدين، ويرسلوها رأساً إلي بنكي إنجلترا وفرنسا، ويكون تعيين أعضاء صندوق الدين بناء على طلب حكوماتهم.

## لجنة مختلطة لإدارة السكك الحديدية وميناء الإسكندرية
واسند المرسوم إدارة السكك الحديدية وميناء الإسكندرية، وهي التي رهنت إيراداتها لوفاء فوائد الدين الممتاز، إلي لجنة مختلطة مؤلفة من خمس مديرين، منهم اثنان إنجليزيان واثنان مصريان وواحد فرنسي، ويكون أحد المديرين الإنجليز رئيساً للجنة (مادة 23)، أي أن الغالبية والرياسة للعنصر الأوربي، ويتولى المديرون إدارة السكك الحديدية والميناء، ولهم السلطة العليا على موظفيها، وعليهم تسليم جميع إيراداتها إلي صندوق الدين.
وعملاً بهذا المرسوم عين الرقيبين الأوربيان، وهما المستر رومين Romaine رقيباً (مراقباً) إنجليزياً على الإيرادات والبارون دي مالاريه De Malaret رقيباً فرنسياً على المصروفات، وعين الماجور إڤلن بارنگ Baring (اللورد كرومر لاحقاً) عضواً إنجليزياً في صندوق الدين، والمسيو دي بلنيير عضواً فرنسياً، وبقي المندوب النمسوي والإيطالي المعينان من قبل وهما فون كريمر Kremer، والسنيور باراڤلي Baravelli، وعين الجنرال ماريوت Marriott الإنجليزي رئيساً لقومسيون (لجنة) السكك الحديدية وميناء الإسكندرية.

## خلاصة
يتبين مما تقدم أن نظام الرقابة الثنائية قد خول الرقيبين سلطة مطلقة في إدارة الحكومة المالية، وهو أشبه ما يكون بالحجر على الأفراد، فإن قرارات الوصاية أو الحجر التي تصدر من المجالس الحسبية على فاقد الأهلية تغل سلطته عن التصرف في أمواله، وتنصيب وصياً أو قيماً علية يتولى هذا التصرف، وكذلك الرقابة الثنائية قد جعلت من الرقيبين الأوربيين قواماً على الحكومة المصرية، واقترنت هذه القوامة أو الوصاية بتلك الشروط الشديدة الوطأة في أداء ديون الحكومة، ووضع مصلحة السكك الحديدية وميناء الإسكندرية في يد إدارة مختلطة ولا شك أن هذا النظام إنما هو من النظم الاستعمارية الجائرة، التي تدل على جشع الماليين والسياسيين الإنجليز والفرنسيين، وسوء نيتهم نحو مصر، فإن توقف الحكومة عن الدفع لم يكن يقتضي هذه الشروط القاسية المهينة ن وتتبين لك قسوتها من أن عدة دول كانت في ذلك الحين متوقفة عن الوفاء بديونها للماليين الأوربيين ومع هذا لم تستهدف دولة منها إلي مثل تلك الشروط الجائرة في تسوية ديونها، وهكذا المطامع الاستعمارية، لا تعرف حقاً ولا إنصافا، وقد اندفعت فرنسا إلي وضع هذه القيود والأغلال متوهمة أنها تخدم مصالحها المالية، على أنها في الواقع إنما خدمت مقاصد إنجلترا السياسية، فان النظم الثنائية محكوم عليها دائماً بالإخفاق، ومآلها حتماً إلي تغلب أحد الشريكين على الآخر، اعتبر ذلك فيما صار إليه السودان على اثر اتفاقية سنة 1899 الباطلة، وكذلك حدث للرقابة الثنائية، فقد استحالت مع الزمن سيطرة إنجليزية كما سيجيء بيانه، وفي ذلك يقول المسيو دي فريسينيه Freycinet الوزير الفرنسي المشهور ما خلاصته : «إننا ارتكبنا في هذا الصدد خطأين، أولهما أننا جعلنا التدخل في مسألة مصر مقصوراً على أنفسنا وعلى الإنجليز، والعمل المثنوي هو في ذاته عمل متعب، وخاصة إذا كان بين شريكين يختلفان في الطباع والمناهج ووجهات النظر، مثل فرنسا وإنجلترا، ولابد في هذه الاتفاقات من ضحية، وكان من الواجب علينا أن نشرك معنا الدول الأخرى، ونتخذ من هذه المسألة وسائل دولية، على النحو الذي حدث في إنشاء صندوق الدين والمحاكم المختلطة، أو كما حدث بعد ذلك في قانون التصفية، والخطأ الثاني أننا أسرفنا في جعل سياستنا تابعة للمسائلة المالية، فإنه وأن كان يحسن بالحكومة أن تحمي مصالح رعاياها، ولكن الحالة تختلف إذا كان أصحاب الديون لا يكتمون ما تنطوي علية أعمالهم المالية من المغامرة، ففي هذه الحالة لا يطلب من الحكومات التدخل أن تتدخل في شئون الدول الأخرى إلي هذا الحد، فنحن لم نحارب تركيا أو البرتغال أو البلاد الأخرى التي توقفت عن أداء أقساط ديونها فلماذا كنا قساة نحو مصر مع أنها كانت أقل إخلالاً بتعهداتها المالية من تلك الدول».
وقد بقي نظام الرقابة الثنائية معمولاً به غلي أن تألفت الوزارة المختلطة برئاسة نوبار باشا، في أغسطس سنة 1878 وفيها وزيران أجنبيان، أحدهما إنجليزي والآخر فرنسي، فاستغنى مؤقتاً عن الرقيبين الأجنبيين، ولما وقعت الأزمة السياسية التي انتهت بخلع إسماعيل أعيد العمل بنظام المراقبة الثنائية في أوائل عهد توفيق باشا بتعديل تأليف اللجنة المختلطة الموكولة إليها تلك الإدارة بأن جعلت من ثلاثة مديرين أحدهما إنجليزي وله الرئاسة، والآخر فرنسي، والثالث مصري، ثم تسلم الإنجليز إدارتها في عهد الاحتلال.

## لجنة التحقيق العليا الأوربية
كانت مهمة الرقيبين الأجنبيين مراعاة مصالح الدائنين الأجانب، وتدبير المال اللازم لوفاء الأقساط المطلوبة لهم، ولكن أحوال الحكومة المالية سارت من سيئ إلي أسوأ، وازداد ارتباكها وعجزها، وبالرغم مما أسرف فيه الرقيبان الأجنبيان في ابتزاز أموال الأهالي بطرق القهر والعسف، فقد عزيا إلي إسماعيل أنه يقيم العقبات في سبيل انتظام شؤون الحكومة المالية، واتفق الرقيبين وأعضاء صندوق الدين علي المطالبة بتأليف لجنة تحقيق أوربية تفحص شؤون الحكومة المالية.
لا جرم أن هذا الطلب وما ينطوي عليه من اعتداء فادح على استقلال مصر وتدخل في شؤونها الداخلية، يدل على مبلغ استهانة الدائنين بكرامة الحكومة المصرية، ولكن الخديوي إسماعيل اضطر تحت ضغط الحكومات الأوربية إلي الإذعان لهذا الهوان، وأصدر مرسوماً في 27 يناير سنة 1878 بتأليف لجنة أوربية عرفت بلجنة التحقيق العليا من مهمتها تحقيق العجز في أبواب الإيرادات وأسبابه وأوجه النقص في القوانين واللوائح الخاصة بالضرائب، ووسائل إصلاحها، وتحقيق موارد الميزانية عن سنة 1878، وأذن المرسوم للجنة بالاتصال بجميع المصالح والدواوين وسماع ما ترى لزوما لسماعه لجمع البيانات التي تطلبها.
وكان هذا المرسوم يقصر اختصاص اللجنة على تحقيق موارد الإيراد، دون المنصرف، فلم يرض الدائنون بذلك ن وتدخلت الدولتان الإنجليزية والفرنسية، وأصرتا على أن يتناول اختصاص اللجنة تحقيق حالة الإيراد والمنصرف معاً، فأذعن إسماعيل إلي طلباتها، واصدر في 30 مارس 1878 مرسوماً آخر بتعميم اختصاص اللجنة، وجعله شاملاً حالة الحكومة المالية بجميع عناصرها، أي أنه يشمل الإيرادات والمصروفات، وفرض الرسوم على وزراء الحكومة وسائر موظفيها إعطاء اللجنة جميع البيانات التي تطلبها منهم وتقديمها إليها رأساً من غير إبطاء.
تألفت اللجنة طبقاً لهذا المرسوم من:
- المسيو فردينان دلسپس (فاتح قناة السويس) رئيساً،
- السير تشارلز ريڤرز ولسون
- مصطفى رياض باشا، وكيلاً،
- أعضاء صندوق الدين وهم:
  - م. دى بلينيير،
  - م. باراڤلي،
  - إڤلن بارنگ (لورد كرومر فيما بعد)
  - ألفرد فون كريمر.

وتم هذا التعيين تنفيذاً لما اقترحته الدولتان الإنجليزية والفرنسية، وعين المسيو جورج دى ليرون ديرول Georges de Liron d'Airoles مفتش المالية الفرنسية سكرتيرا للجنة، والمسيو جورج كولون Georges Coulon ‏(1838-1912) المحامي المستشار لشركة قناة السويس كاتباً لمحاضر جلساتها.
وأخذت اللجنة تتولى مهمتها، وتفحص كل نواحي الإدارة المالية، وتستدعي من تشاء من الموظفين المصريين، وترسل مندوبيها إلي الأقاليم لتحقيق ما ترى فحصه، وظهرت بمظهر الهيئة المسيطرة على الإدارة المصرية.
وكان شريف باشا الوزير المشهور يتولى وقتئذ وزارتي الحقانية والخارجية، ولم يكن راضيا عن تدخل الدول في شئون مصر بهذا الشكل المهين، ولا عن إذعان الخديوي لطلباتها الجائرة، وأرادت اللجنة أن تجبره علي الاعتراف بسلطاتها، فأرسلت إليه تستدعيه أمامها لتسمع أقواله، فعرض عليها أن تجيب علي ما تسأله كتابة، ولكن اللجنة أصرت علي حضوره، فرفض بإباء أن يطأطئ الرأس أمامها، وامتنع عن المثول بين يديها، ووقعت أزمة بسبب إبائه، وانتهت باستقالته من الوزارة، وكان ريفرز ويلسن صاحب النفوذ الأكبر في اللجنة، وتولى رآستها الفعلية لكثرة تغيب المسيو فردينان دلسبس في باريس، وبعد أن قطعت اللجنة المرحلة الأولى، من أعمالها وضعت تقريرا مبدئياً، يتضمن شرح الحالة المالية وعيوبها وما تقترحه لإصلاحها، وأحصت في تقريرها الديون غير المسجلة التي لم تدخل ضمن تسوية سنة 1876، وهي قيمة المطلوبات المتأخرة علي الحكومة لتجار ومقاولين وغيرهم ورواتب متأخرة للموظفين وأرباب المعاشات، فبلغ مقدار ذلك 6.276.000 ج، بخلاف الدين العام، واعتبرته عجزا في ميزانية الحكومة، وأحصت العجز في ميزانية الحكومة سنة 1878 ومقداره 20586.000 جنية، وفي ميزانية 1879 وقداره 381.263 ج فبلغ مجموع العجز 9.243.263 ج اعتبرت أن الخديوي مسئول عن قيمته، وطلبت لسداد هذا العجز أن يتنازل عن أطيانه وأطيان عائلته، فعرض الخديوي آن يتنازل عن أطيانه المعروفة بأطيان السنية والدائرة الخاصة، وعن 288.862 فدان من أطيان عائلته، ولكن تبين إن أطيان الدائرة السنية والدائرة الخاصة مرهونة في ديونه السابقة، فطلبت اللجنة أن يخصص لسداد العجز المتقدم ذكره أطيانا أخرى لعائلة الخديوي، فقبل هذا الطلب، ونزل بعض الأمراء والأميرات عن جزء من أملاكهم، رهنت فيما بعد ضمانا لقرض الدومين، وطلبت اللجنة أن يحدث تغييرا في نظام الحكم، وينزل عن سلطته المطلقة، إخلاء لمسئوليته في المستقبل عن العجز في ميزانية الدولة.

## إلغاء الصندوق
ألغي صندوق الدين بمصر باتفاقية ثنائية بين الحكومتين البريطانية والمصرية، ووُقعت في 17 يوليو 1940، وذلك لرغبة الحلفاء في تحسين العلاقات مع القاهرة أثناء الحرب العالمية الثانية.

## المفوضون البريطانيون
- 1900–1903: السير هنري بابنگتون سميث (1863–1923) - 1901: رئيس المفوضية
- 1930–1940: السير روبرت گرِگ (–1954): القيم على متحف فتس‌وليام

| ريڤرز ولسون | فردينايد ديلسبس |

| ملف:Evelyn Baring Egyptian attire.jpgإڤلن بارنگ | م. دى بلينيير | م. باراڤلي |  |  |  |

| رومين رقيب الإيرادات | دى مالاريه رقيب المصروفات | الجنرال ماريوت رقيب السكك الحديدية وميناء الإسكندرية |

| جورج دى ليرون ديرول (سكرتير) | أوكلاند كولڤن |  |

| مصطفى رياض باشا (ضابط الارتباط بالدولة المصرية) |

## وصلات خارجية
- نص الاتفاقية الأنجلو-مصرية 1940